# 植松橋

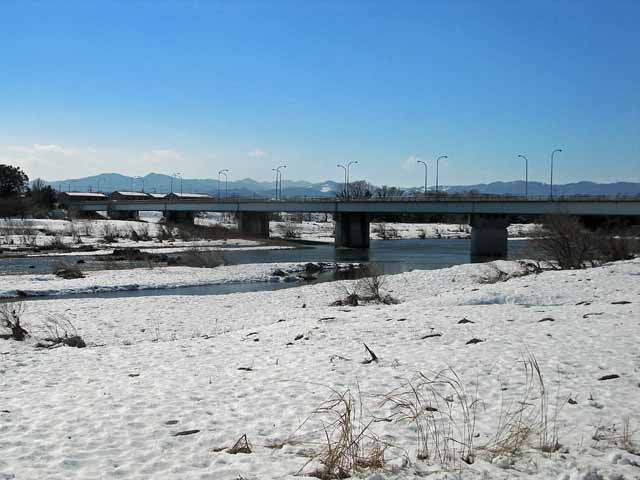
北側、左岸から見た植松橋

植松橋（うえまつばし）は、埼玉県深谷市畠山と同田中に架かり、荒川を渡る埼玉県道69号深谷嵐山線の道路橋である。

## 概要
上流にある重忠橋（六堰頭首工の管理橋）が完成するまでは、旧川本町の町域の荒川を隔てた南側と北側を結ぶ唯一の橋であった。また、埼玉県の第二次緊急輸送道路に指定されている。
橋は荒川河口から85.6キロメートルの地点に位置する橋長は370.0メートル、総幅員10.3メートル、有効幅員9.5メートル（車道6.5メートル、歩道1.5メートル×2）、最大支間長55.0メートルの8径間の単純合成プレートガーダー橋（渡河部を含む3径間は連続プレートガーダー橋）の一等橋（TL-20）である。
歩道は上流側下流側共に設置されている。橋面は車道側は1.5パーセント、歩道側は2パーセント強の横断勾配がつけられている。橋の両側は河岸段丘の段丘面になっていて堤防がない。この橋から北に進むと旧川本町の中心地となり、国道140号に至る。定期便の公共交通は設定されていないが、デマンドバスである深谷市コミュニティバス（くるリン）川本南循環の走行経路に指定されている時期があった。植松とは橋の南詰にある本田地区の小字で、その付近に所在した熊野神社の防風林に松が植林されていたためこの名がつけられたと云われている。

## 歴史

### 植松の渡し

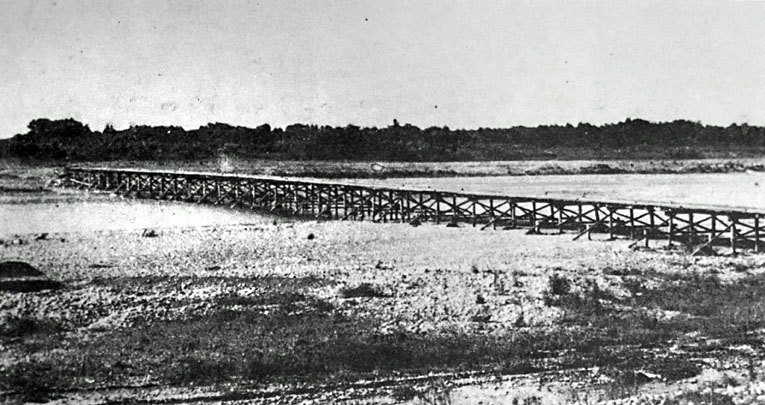
渡船場に併設された木造板橋（昭和初期）

植松橋が開通する以前は植松の渡しと呼ばれる小川道に属する船二艘を有する官設の渡船で対岸を結んでいた。
渡船場はいつから存在していたかは定かではないが徳川幕府が渡船場に橋を架けることを禁じたことから遅くとも1867年（慶応3年）12月9日までには存在していたと考えられる。場所は現在の橋のやや下流側に位置していたが瀬の位置が変わる度にそれに合わせて渡船場の場所を変えていた。馬渡しも行われ、2艘ある内の1艘は荷馬車を積載できる馬船もしくは耕作船と呼ばれる大型の船を運行していた。大政官令により架橋が解禁された1871年（明治4年）より減水期である冬場を中心に木造の板橋による仮橋が架けられるようになった。渡船の運行は6時から20時までだが、時間外でも船頭に知らせて利用したいことを告げろことで渡してもらえた。渡船賃（通行料）は運行時間内であれば無料であった。渡船の廃止時点である1951年（昭和26年）までは県が運営を行っていた。

### 1951年の橋

植松冠水橋（昭和30年代）

1949年（昭和24年）10月2日、本畠村長を会長、武川村長および男衾村長を副会長として「植松橋架橋期成同盟会」が結成され、県に架橋の請願書を掲出し、それを受け、県議会で冠水橋の建設が可決されたことで1950年（昭和25年）8月28日事業着手され、同年10月7日起工された。総工費は1000万円で内、四分の一の250万円は本畠、武川外七町村が負担した。
橋は日本初のコンクリート製の冠水橋（かんすいきょう）として架橋され。1951年（昭和26年）4月28日完成および開通した。
橋長133メートル、幅員3.6メートル。増水時における水圧に対処するため、水面からの高さは2メートルと低くなっている。欄干は設置されなかった。道幅が狭いことから片側交互通行であった。大型車の通行は可能で、多い日は一日約500台の大型トラックが通過した。橋は河川区域内を通る左岸側の取り付け道路が橋面よりも低くなっていてその箇所が冠水しやすく、年に数回渡橋が不能になるため、1953年（昭和28年）村議会で橋を南側に延長するための請願書を県に提出する決議を行なった。県も橋の延長の必要性を認め、南側延長工事を行ない、昭和36年完了した。これにより橋の長さは175メートルに延長された。
この橋の開通は沿岸両村の合併のきっかけとなり、1955年（昭和30年）2月11日両村は合併して両岸とも川本村となった。
冠水橋は現在の永久橋が竣工した後も使用は継続されたが後に撤去された。現在、橋脚の痕跡がすぐ下流側の河道に存在している。

### 1971年の橋
交通需要の急増に対処するため1967年（昭和42年）に総工費2億9000万円を投じて事業に着手され、1969年（昭和44年）9月14日工事に着手し、1971年（昭和46年）3月25日それまでの橋のすぐ上流側に永久橋が竣工し、旧橋より付け替えられた。これが現在の植松橋である。橋の施工会社は上部工は櫻田機械工業（サクラダ）が行い、架設工法として最も一般的な工法である、トラッククレーンによるベント工法が用いられた。下部工の施工は古郡工務所である。橋桁の塗色は竣工当時は朱色であった。現在は青系統の塗色である。開通式は1971年11月21日午前10時より橋の南詰で挙行され、工事関係者のほか近隣市町村の首長の450名および住民など約200名が出席し、七組の三世代家族による渡り初めが行われた。開通当時は大里郡川本村に架かる橋であったが、1977年（昭和52年）2月11日に川本村は町制施行して川本町となり、2006年（平成18年）1月1日の市町村合併（平成の大合併）で川本町は深谷市となった。
2004年（平成16年）に埼玉県が事業主体となり、橋脚にコンクリートを巻き立てるなどの耐震補強工事が実施されている。
なお、1953年（昭和28年）4月に建立された「植松冠水橋記念碑」が現在の橋の南詰上流側に移設されている。

## 周辺
植松橋の下流にある押切橋付近との間の荒川はそれまで広大だった河川敷が次第に狭窄になる。荒川はこの橋付近を扇頂とする扇状地形である「荒川新扇状地」（｢新荒川扇状地｣や｢熊谷扇状地」とも呼ばれる）が形成されている。国土地理院の「治水地形分類図」を参照すると下流側に無数の旧流路が主に北東方向に乱流していたことが分かる。下流側には白鳥飛来地があり、上流側には水管橋である埼玉県企業局の荒川第二水管橋（あらかわだいにすいかんきょう）が架かる。また、毎年夏には橋周辺の河川敷で深谷花火大会が開催され、見物客で賑わう。
- 深谷市役所川本支所（旧川本町役場）
- 深谷市川本文化会館
- 深谷市立川本図書館
- 深谷市川本出土文化財管理センター
- 深谷市立川本中学校
- 秩父鉄道秩父本線 武川駅
- 埼玉県立深谷はばたき特別支援学校（旧、埼玉県立川本高等学校）
- 川本農業者トレーニングセンター

## 風景

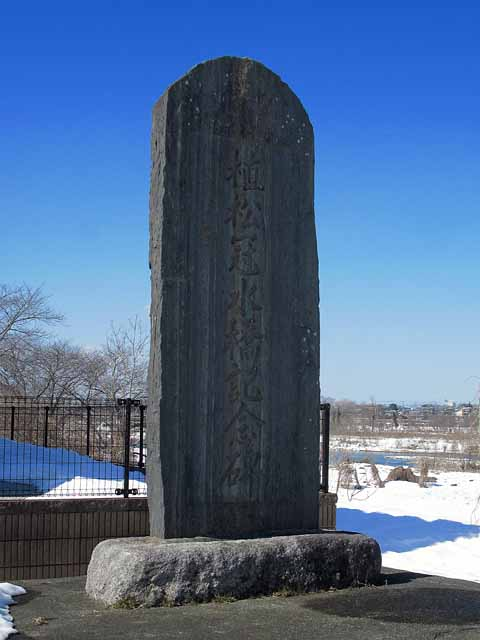
植松冠水橋記念碑
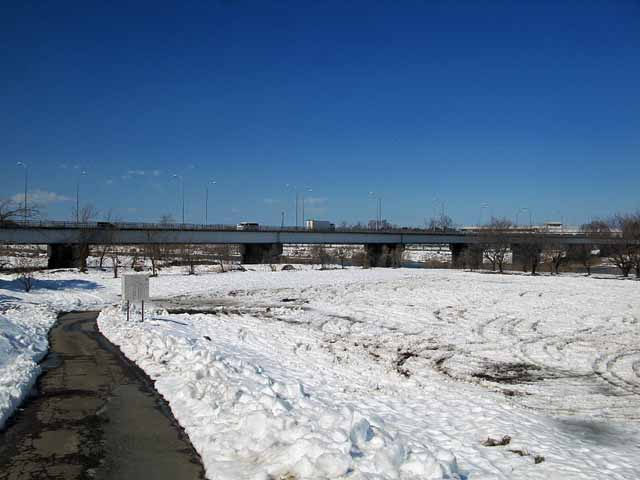
右岸下流側から
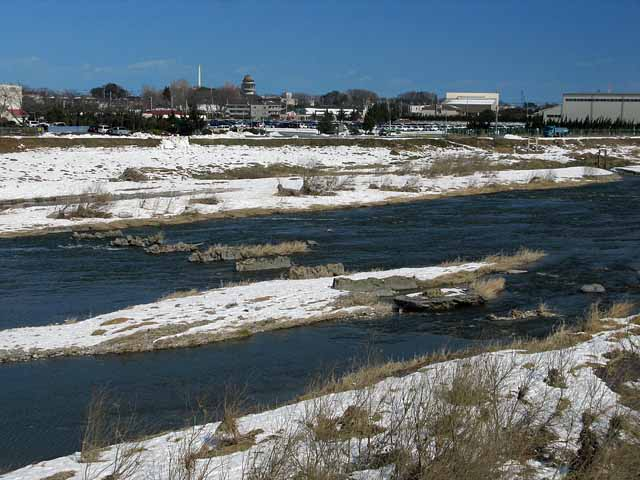
植松冠水橋の痕跡

## 隣の橋
- 荒川

（上流） - 重忠橋 - 荒川第二水管橋 - 植松橋 - 押切橋 - 熊谷大橋 - （下流）